# Soul to Squeeze
Soul to Squeeze è una canzone dei Red Hot Chili Peppers. Fu pubblicata come singolo nel 1993, come parte della colonna sonora del film Teste di cono.

## La canzone
Già era nelle liste tracce di altri singoli pubblicati fuori degli Stati Uniti, sin dal 1991. Registrata durante la produzione dell'album Blood Sugar Sex Magik, come si nota nel documentario video Funky Monks, Soul to Squeeze fu tagliata dalla lista tracce del disco. Alla chitarra lavorò John Frusciante, ma non apparve nel video, dato che dal gruppo se n'era andato già nel 1992.
L'intro ha un suono quasi western, con Frusciante che suona un riff ritmico. Chad e Flea iniziano con un crescendo e creano una variazione di ritmo e melodia, e basso e batteria accompagnano buona parte della prima strofa. I testi di Kiedis suggeriscono che nella sua vita esista un luogo solitario, che lo rende irrazionale. Versi come "Insanity it seems" ed "Amongst the dying trees I scream" rappresentano la sua introversione personale e mostrano tutta l'angoscia che il cantante, all'epoca lontano dalle droghe ma non in un momento felice della sua vita, probabilmente ancora avvertiva. Il bridge della canzone è affidato a cimbali e ad un semplice giro di basso, scandito da Flea. Verso il finale, il bassista improvvisa in scaletta. Il ritornello dice "Where I go I just dont know", "dove vado semplicemente non lo so", parole che suggeriscono come Anthony non sappia cosa ne sarà della sua vita, e della sua sobrietà in quel periodo della sua vita.

## Il video
Il video fu girato da Kevin Kerslake senza il chitarrista John Frusciante, che dal gruppo se ne andò poco prima che il singolo fosse pubblicato. In bianco e nero appaiono Chad, Flea e Kiedis, mentre eseguono alcuni numeri in un classico circo, mentre vi svolgono molti dei ruoli più conosciuti. Il cantante si presenta all'inizio con serpenti al posto dei capelli, mentre canta "I got a bad disease", che dona una sfumatura comica al verso e sembra ricondurre ai tempi in cui Kiedis era dipendente da droga (al momento della scrittura del brano, il cantante era sobrio da 2 anni, 4 anni quando fu girato il video).

## Curiosità
Soul to Squeeze fa anche parte del Greatest Hits dei Red Hot Chili Peppers, su CD e DVD.

## Tracce
CD1 (1992)
1. Soul to Squeeze (Album)
2. Nobody Weird Like Me (Live)
3. If You Have to Ask (Friday Night Fever Blister Mix)
4. If You Have to Ask (Disco Krisco Mix)
5. If You Have to Ask (Scott and Garth Mix)
6. If You Have to Ask (Album)
7. Give It Away (Edit)

CD2 (1992)
1. Soul to Squeeze (Album)
2. Nobody Weird Like Me (Live)
3. Suck My Kiss (Live)

CD3 (1993)
1. Soul to Squeeze (Album)
2. Nobody Weird Like Me (Live)

CD4 (1993)
1. Soul to Squeeze (Album)
2. Nobody Weird Like Me (Live)
3. If You Have to Ask (Scott and Garth Mix)
4. Soul to Squeeze

7" (Jukebox)
1. Soul to Squeeze (Album)
2. Nobody Weird Like Me (Live)

## Formazione
- Anthony Kiedis - voce
- John Frusciante - chitarra
- Flea - basso
- Chad Smith - batteria